# 36 Batalion Radiotechniczny
36 Batalion Radiotechniczny – jednostka wojsk radiotechnicznych Sił Zbrojnych Rzeczypospolitej Polskiej.

## Struktura batalionu
- dowództwo batalionu[1]
- 360 kompania radiotechniczny (Brzoskwinia) – 1974–2003
- 361 kompania radiotechniczna (Radocza) – 1981–2003
- 363 kompania radiotechniczna (Prząsław k/Jędrzejowa) – 1981–2003
- 362 kompania radiotechniczna (Miłkowa) – 1981–2003

## Odznaka pamiątkowa
Odznakę stanowi okrągła tarcza o promieniu 35 mm z biało-czerwoną szachownicą. Na dolnej części odznaki brązowy rysunek siatki anteny, a w górnej części nałożona złota odznaka pilota. W części środkowej tarczy złoty napis 36 brt oraz niebieska litera K w złotym obrysie, przykryta złotą koroną.
Odznaka została wykonana w pracowni grawerskiej Adama Sroki w Nowej Hucie.